# Filippo di Domenico

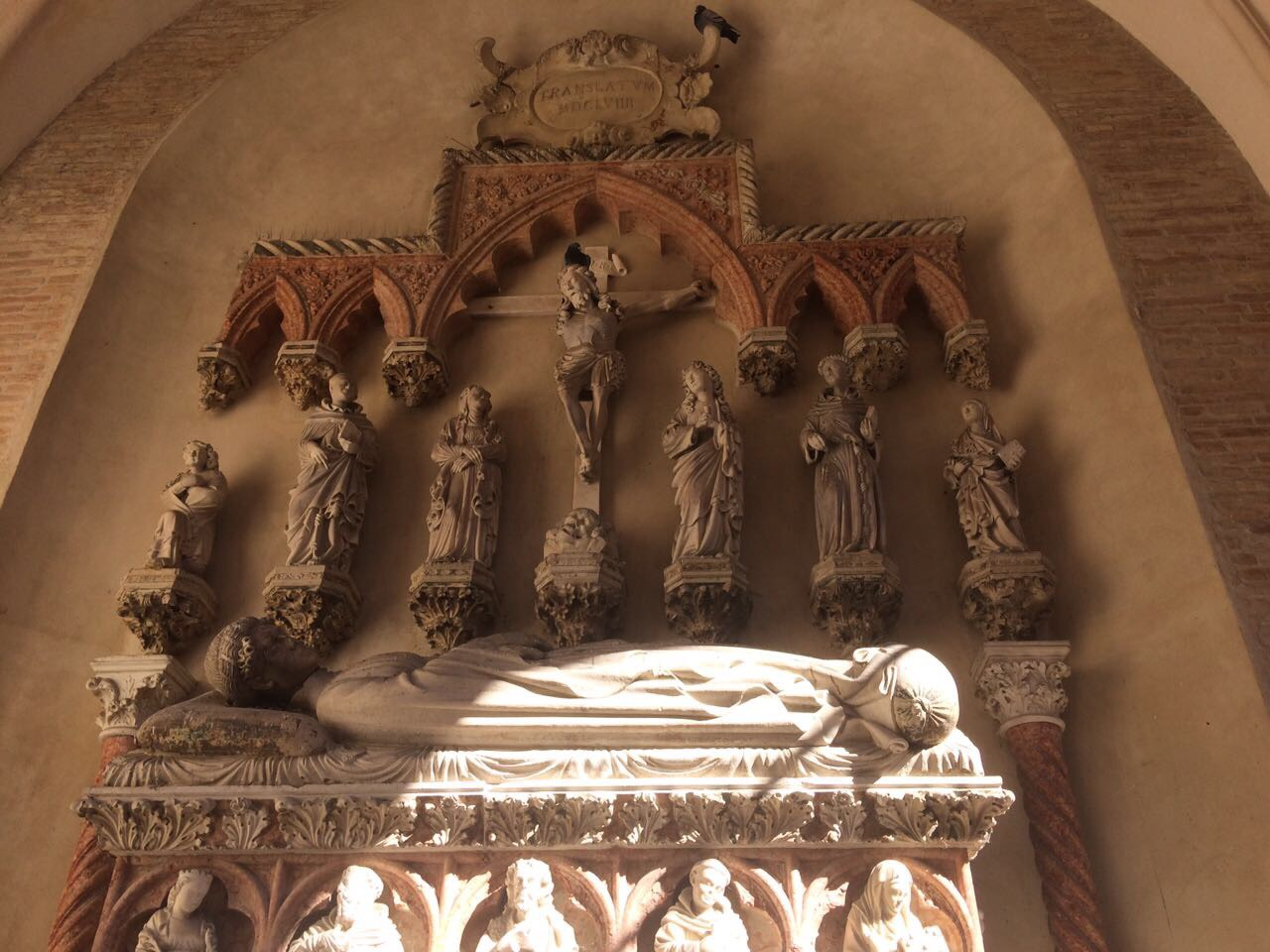
Chiesa di San Francesco (Fano), tomba di Paola Bianca Malatesta

Filippo di Domenico (Venezia, ... – ...; fl. 1394-1423) è stato uno scultore italiano.

## Biografia
Si formò probabilmente nella bottega dei Dalle Masegne e fu attivo a Venezia, Bologna e Fano tra la fine del XIV e l'inizio del XV secolo. Venne menzionato per la prima volta nel 1394 mentre operava per la basilica di San Petronio di Bologna.

## Opere
- Tomba di Paola Bianca Malatesta, tra le Tombe Malatestiane della Chiesa di San Francesco (Fano)[1][2]
- Opere marmoree a Palazzo Malatesta di Fano

Inoltre gli sono statue attribuite due statue provenienti dal duomo di Mantova: il San Giorgio e il drago ora conservato nel museo diocesano Francesco Gonzaga e la Madonna con il Bambino della chiesa di San Michele Arcangelo a Villa Saviola.
Di attribuzione incerta il Monumento funebre di Margherita Malatesta, signora consorte di Mantova e sorella di Pandolfo III, un tempo collocato nella Cappella Gonzaga, la cui effigie tombale si trova all'interno di Palazzo Ducale a Mantova, forse per affinità artistica con la tomba di Paola Bianca Malatesta a Fano.